# Balkan Line

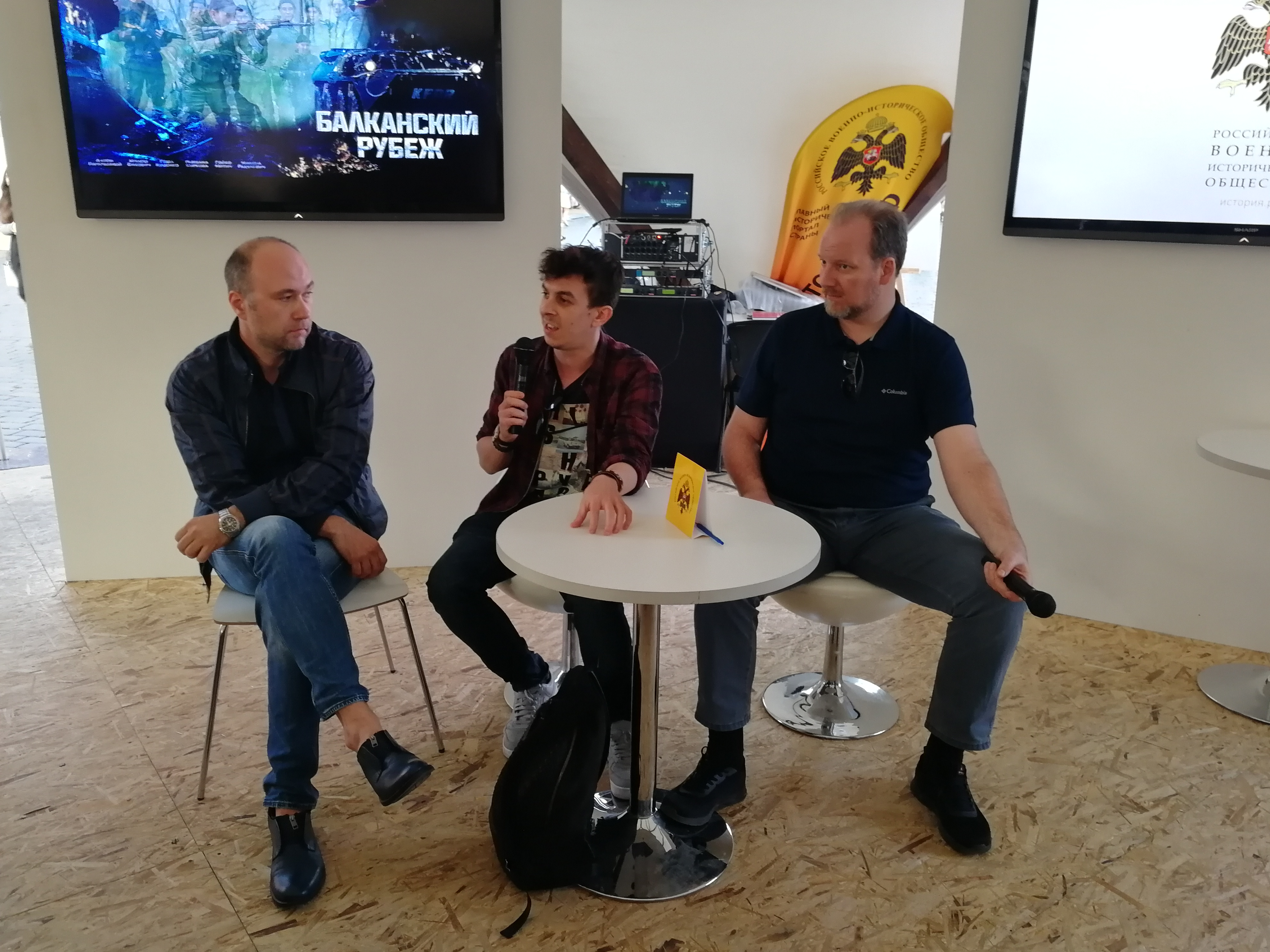
Die Macher des Films Andrei Wolgin, Andrei Anakin und Iwan Naumow

Balkan Line (russisch Балканский рубеж, serbisch-kyrillisch Балканска међа) ist ein russisch-serbischer Action- und Kriegsfilm aus dem Jahr 2019 des russischen Regisseurs Andrei Wolgin. Der Film spielt in der Zeit der Bombardierung Jugoslawiens durch die NATO im Kosovokrieg und handelt von einer geheimen russischen Operation den Luftwaffenstützpunkt Slatina von der Terrorgruppe UÇK zu befreien und ihn bis zum Eintreffen der Verstärkung durch russische UNPROFOR-Friedenstruppen aus Bosnien-Herzegowina zu halten.

## Handlung
Andrei Schatalow wirft bei einem Spezialeinsatz der GRU Speznas einen Gefangenen aus einem SFOR-Hubschrauber und verstößt damit absichtlich gegen seinen Befehl. Daraufhin wird Schatalow und seiner Gruppe die Rückkehr nach Russland verwehrt und sie werden in Jugoslawien zurückgelassen. Jahre später erteilt General Somow in Moskau Bek Etchoew, dem ehemaligen Kommandeur Schatalows, den geheimen Befehl, den Luftwaffenstützpunkt Slatina in Pristina zu besetzen und zu halten, bis eine Kolonne russischer UNPROFOR-Friedenstruppen eintrifft. Bek überredet den General, ihm zu erlauben, Schatalows ehemalige Gruppe, die sich noch immer auf dem Territorium Jugoslawiens versteckt, zur Durchführung des Kampfeinsatzes zusammenzustellen, worauf Somow schließlich widerwillig zustimmt.
Zur gleichen Zeit gerät Schatalow, der unter dem Namen Rade Tomić in Jugoslawien lebt, an einen Betrüger, der ihm einen jugoslawischen Pass versprochen hatte. Der Leiter der Polizeistation, Goran Milić, bietet Schatalow einen Deal an: Entweder er sagt die Wahrheit über sich und bekommt einen Job, oder er schweigt und wird nach Russland abgeschoben. Andrei, für den die Rückkehr nach Hause aufgrund seiner Befehlsverweigerung einen Gang vor Gericht bedeutet, gibt sich zu erkennen, und Milić hält sein Wort, stellt ihn auf seiner Station ein und besorgt ihm einen echten Pass. Nachdem Bek alle außer Schatalow selbst gefunden hat, von dem angenommen wird, dass er seine gesamte Gruppe reingelegt hat, versammelt er sie und führt sie in die Aufgabe ein.
Schatalow fährt mit dem Bus nach Prizren und trifft unterwegs die örtliche Ärztin Jasna Blagojević. An einem Gebirgspass wird ihr Bus von einer Bande albanischer UÇK-Terroristen unter der Führung des Warlords Smuk, der für ein ethnisch reines „Großalbanien“ kämpft und keine Mittel zur Erreichung seiner Ziele scheut, angehalten. Die Banditen werfen Menschen aus dem Bus, einer von ihnen schlägt Schatalow bewusstlos. Smuk tötet einen serbisch-orthodoxen Priester, da er sich weigert, den Satz „Es gibt keinen Gott außer Allah“ zu sagen. Danach versucht einer der Banditen Jasna zu vergewaltigen, aber der erwachte Andrei erschießt mehrere der Kämpfer, nimmt Smuk als Geisel und zwingt ihn, den anderen zu befehlen, ihre Waffen niederzulegen, woraufhin Schatalow und Jasna entkommen können.
Auf der Suche nach Schatalow überfällt Smuk am Morgen die Polizeistation und nimmt Milić gefangen. Er verlangt die Auslieferung des „russischen Serben“, doch Milić weigert sich etwas zu sagen und erklärt, dass der Kosovo serbisch sei und immer serbisch sein werde. Daraufhin wird er von Smuk exekutiert. Außerdem nimmt seine Bande Dutzende Serben als Geiseln, darunter auch Jasna, und hält sie am Stützpunkt Slatina fest. Während sich Smuk auf den Weg macht Schatalow zu finden, töten seine Kämpfer alle Geiseln außer Jasna. Gemeinsam mit seiner ehemaligen Gruppe gelingt es Schatalow im finalen Showdown schließlich den Stützpunkt Slatina einzunehmen, Jasna zu befreien und die Basis bis zum Eintreffen der Verstärkung in Form eines Konvois russischer Truppen von der SFOR-Mission in Bosnien gegen mehrere Angriffswellen der UÇK-Kämpfer zu verteidigen.
Am Ende des Films hat Emir Kusturica einen Cameo-Auftritt als Taxifahrer, der seinen Fahrgast Andrei Schatalow ein Jahr nach den Vorkommnissen dazu ermutigt auszusteigen und Jasna anzusprechen, die gerade die Kirche besucht hatte. Im Abspann heißt es, dass das russische Friedenskontingent 2003 aus dem KFOR-Einsatz im Kosovo abgezogen wurde, woraufhin die Attacken auf die serbische Minderheit wieder aufgenommen wurden und bis heute andauern.

## Rezeption
„Objektiv gesehen steht ‚Balkan Line‘ als patriotischer Militärthriller seinen amerikanischen Pendants in nichts nach. Er hat genug patriotisches Pathos – und das ist natürlich, so ist das Genre. […] Wenn die Kolonne zu den Worten des Refrains von Zois unvergänglichem Lied ‚Ab jetzt handeln wir!‘ abfährt und Bataillone von Gänsehautmomenten über den Rücken marschieren, bedeutet das, dass alles richtig gemacht wurde.“

„Der von historischen Verfälschungen strotzende Propagandafilm feiert Russland als Schutz- und Ordnungsmacht für den Balkan, während er die serbischen Kriegsverbrechen ignoriert. Auch handwerklich unbefriedigend, streckt er seine dünne Story zudem mit einer kitschigen Romanze.“

## Hintergrund
Die Rolle von Aslan-Bek Etchojew basiert auf dem realen russischen Offizier Junus-bek Jewkurow, der den Produzenten Byrkin und den Drehbuchautor Naumow beriet, um den Film so realistisch wie möglich zu gestalten.